# Odznaki PTTK

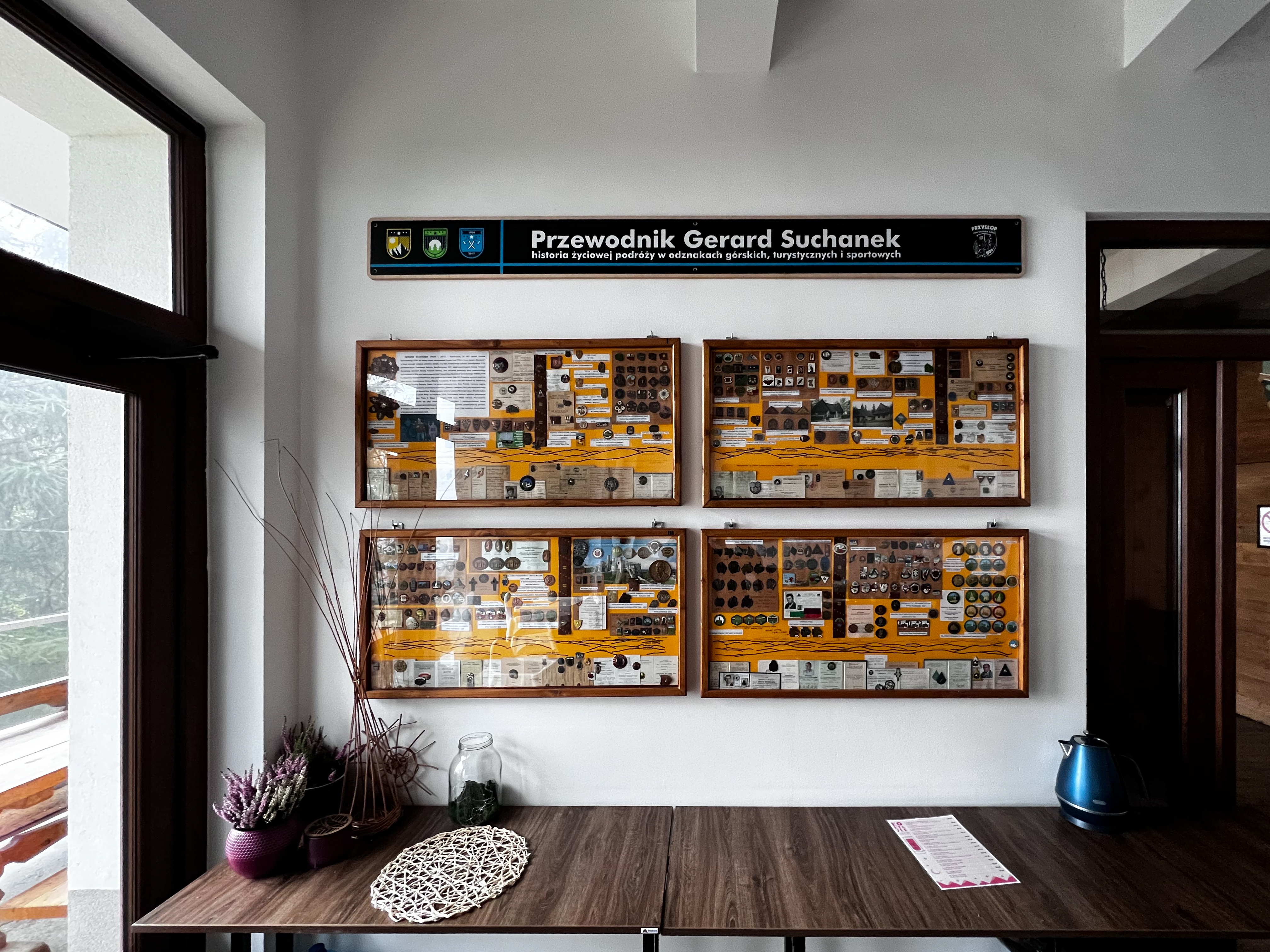
Gabloty z odznakami turystycznymi w schronisku Przysłop pod Baranią Górą

Odznaki PTTK – odznaki turystyki kwalifikowanej i krajoznawcze ustanowione przez Zarząd Główny Polskiego Towarzystwa Turystyczno-Krajoznawczego, oddziały i inne jednostki organizacyjne PTTK przyznawane turystom w celu pobudzania i rozwijania zainteresowań ziemią ojczystą, jej historią i kulturą, a także innymi krajami i ich kulturami.
Według założeń statutowych system odznak PTTK ma służyć rozwojowi zainteresowań krajoznawczych, kultury fizycznej i kultury wędrowania.  We wszystkich dyscyplinach turystycznych wprowadzono w PTTK system wielostopniowych odznak, zachęcających do uprawiania turystyki, będących jednocześnie dowodem umiejętności i doświadczenia turystycznego. Zasady zdobywania odznak zawarte są w regulaminach, opracowanych dla poszczególnych odznak. Regulaminy umieszcza się w specjalnych „książeczkach”, służących do zbierania potwierdzeń na trasach wędrówek, lub upublicznia w inny sposób (odrębne publikacje, czasopisma branżowe, strony internetowe oraz siedziby jednostek ustanawiających odznakę).

## Czym są odznaki
Odznaki to wyróżnienia określające przynależność do instytucji, organizacji, stowarzyszenia, klubu itp. Są one również świadectwem zainteresowań, zaangażowania, szczególnych zasług i osiągnięć w odniesieniu do określonej dziedziny życia społecznego.
Już w odległych czasach używano różnego rodzaju odznak celem wyróżnienia pewnych grup bądź poszczególnych osób. Odznaki były wysoko cenione przez posiadaczy, a uroczyste nadawanie odbywało się zazwyczaj na różnego rodzaju imprezach, z zachowaniem ustalonego ceremoniału. Warunki zdobywania odznak oraz prawo do ich noszenia było określane specjalnymi przepisami, często w formie statutów bądź regulaminów nadawania. Z biegiem lat zwiększyła się liczba i różnorodność wszelkich odznak, przy czym ich kształt i rysunek symbolizował zwykle idee grup społecznych, które je tworzyły.

### Odznaki w PTTK
Tradycje nadawania odznak były i są kultywowane w polskim ruchu krajoznawczym i turystycznym. Znamiennym przykładem zastosowania wspomnianej symboliki są znaczki powstałego w 1873 Polskiego Towarzystwa Tatrzańskiego (PTT) i powołanego w 1906 Polskiego Towarzystwa Krajoznawczego (PTK). Do naczelnych zadań PTT należało badanie i promocja polskich gór, ochrona flory i fauny górskiej, a zwłaszcza kozic i świstaków tatrzańskich, oraz popieranie przemysłu górskiego. Elementy „Odznaki PTT”, na której znalazła się głowa kozicy w góralskiej parzenicy, jednoznacznie ilustrują te cele. „Odznaka PTK”, w centrum której umieszczono obraz ruin zamku w Ogrodzieńcu – miejsce narodzenia myśli utworzenia Towarzystwa, otoczona była żelazną klamrą z herbami Warszawy, Krakowa i Poznania – stolic ziem pozostających pod zaborami. Odznaka symbolizowała więc zarówno jedność i nierozerwalność ziem polskich, jak również główny cel działalności Towarzystwa – poznanie ziemi ojczystej, jej historii i kultury.
Pierwsze odznaki sprawnościowe w Polsce, a zarazem jedne z pierwszych na świecie, zostały ustanowione w latach 30. XX w. Prekursorem był Polski Związek Narciarski, który w 1932 ustanowił Odznakę Górską, a w 1936 Odznakę Nizinną. Kolejnymi były Odznaka Kajakowa, ustanowiona w 1934 przez Polski Związek Kajakowy, i Górska Odznaka Turystyczna, ustanowiona w 1935 przez Polskie Towarzystwo Tatrzańskie.
Po II wojnie światowej, gdy stworzono możliwość rozwoju różnych form wypoczynku i turystyki, PTT i PTK, włączając się w nurt nowego życia, nawiązało współpracę z organizacjami młodzieżowymi i związkami zawodowymi. Powstała propozycja zjednoczenia społecznego ruchu turystyczno-krajoznawczego. 15 grudnia 1950 podjęto decyzję o połączeniu obu towarzystw, w wyniku którego powstało Polskie Towarzystwo Turystyczno-Krajoznawcze. W Statucie PTTK określono m.in. wygląd odznaki organizacyjnej, którą mogą nosić wszyscy członkowie PTTK.
Upowszechniony system odznak turystyki kwalifikowanej i krajoznawczych obejmuje wszystkie dziedziny turystyki i krajoznawstwa. We wszystkich dyscyplinach turystycznych wprowadzono system wielostopniowych odznak, zachęcających do uprawiania turystyki, a także stanowiących dowód umiejętności i doświadczenia turystycznego. Zasady zdobywania odznak zawarte są w regulaminach, umieszczonych w specjalnych „książeczkach”, służących do zbierania potwierdzeń na trasach wędrówek i do obliczania uzyskanych punktów.
Większość „książeczek” przeznaczonych do zdobywania odznak turystyki kwalifikowanej zawiera regulaminy tych odznak. Regulaminy większości odznak krajoznawczych przewidują dowolną formę udokumentowania odbytych wędrówek i wykonanych zadań. Najczęściej są to samodzielnie wykonane „kroniki”, „dzienniczki” lub „karty potwierdzeń” i nie mają regulaminów. Regulaminy niektórych odznak krajoznawczych dopuszczają elektroniczną wersję „kroniki”, np. w formie prezentacji multimedialnej. Jeżeli „książeczka” nie zawiera regulaminu odznaki upublicznia się go w inny sposób, np. w odrębnych publikacjach, czasopismach branżowych, stronach internetowych oraz siedzibach jednostek ustanawiających odznakę. Regulaminy odznak są często umieszczane na stronach internetowych odpowiednich jednostek organizacyjnych PTTK, a dla niektórych odznak stworzono odrębne strony. Przykładem może tu być oficjalna strona Odznaki Krajoznawczej Województwa Kujawsko-Pomorskiego, zatwierdzona przez Kujawsko-Pomorskie Kolegium Instruktorów Krajoznawstwa PTTK, a sfinansowana ze środków Samorządu Województwa Kujawsko-Pomorskiego.
Podstawą systemu odznak PTTK stały się zapisy w Statucie organizacji, mianowicie według art. 9, ust. 2, pkt 7. PTTK ustanawia i nadaje odznaki turystyczne i krajoznawcze, zaś według art. 28, ust. 2 ustanawianie ogólnopolskich oznak turystycznych i krajoznawczych odbywa się drogą uchwał Zarządu Głównego PTTK.
Nie trzeba jednak być członkiem PTTK, aby zdobywać te odznaki. Wystarczy spełnić warunki regulaminowe i przedłożyć odpowiedniej komisji wymaganą dokumentację. Zdobyte odznaki oraz dokumentacja z podróży, zawarta w „książeczkach” prowadzonych przez turystę według regulaminu danej odznaki, stanowią swoistą pamiątkę odbytych wypraw. Niejednokrotnie jest to przedsięwzięcie na kilka lat, ponieważ większość odznak ma kilka stopni. Niektóre odznaki można zdobywać równocześnie z innymi, np. Odznakę „Turysta Przyrodnik” (TP) można zdobywać razem z Górską Odznaką Turystyczną (GOT) czy Odznaką Turystyki Pieszej (OTP). Książeczkę Odznaki „Turysta Przyrodnik” warto też mieć przy sobie, gdy zdobywa się odznaki innych dyscyplin turystyki kwalifikowanej, czy też odznaki krajoznawcze. Często na trasie wycieczki nadarza się bowiem okazja zapoznania z różnorodnymi obiektami przyrodniczymi.
Zdobywanie odznak jest dobrym sposobem nabywania wiedzy oraz wyrabiania pewnych nawyków i umiejętności. Regulaminy odznak, zawierające liczne wymagania krajoznawcze, pozwalają na równoważenie w turystyce kwalifikowanej elementów sportowych i poznawczych.

Turysta krajoznawca nobilitowany posiadaniem odznaki staje się lepszym wybijającym nad przeciętność propagatorem szeroko rozumianej kultury turystycznej. Posiadacz odznaki bardziej niż inni dostrzega i ceni otaczające go środowisko, pojmując jednocześnie jego znaczenie istnienia i rozwoju człowieka. Dba więc o jego ochronę, zapobiega przejawom niszczenia.

## Podział odznak PTTK
Odznaki PTTK dzielą się na dwa typy: odznaki turystyki kwalifikowanej i odznaki krajoznawcze.
Wielu działaczy PTTK i kolekcjonerów zajmujących się tematyką odznak wprowadziło własny, często intuicyjny podział. Przykładowo Zbigniew Lewandowski – wiceprzewodniczący Komisji Historii i Tradycji Zarządu Głównego PTTK zaproponował wojewódzki układ prezentacji z podziałem na odznaki historyczne (już nie weryfikowane) i odznaki, które można zdobywać aktualnie. Również w swoim opracowaniu książkowym – Odznaki krajoznawcze i regionalne Polskiego Towarzystwa Turystyczno Krajoznawczego dokonał podobnego podziału. Nieco inny układ systematyczny przyjął Roman Henryk Orlicz – prezes Oddziału Wolskiego PTTK im. gen. Józefa Sowińskiego w Warszawie. Zachowując klasyczny podział na odznaki turystyki kwalifikowanej i odznaki krajoznawcze, z tych drugich wyodrębnił ogólnopolskie i makroregionalne oraz regionalne z podziałem na województwa, na terenie których są zdobywane. Uzupełnieniem tego podziału są grupy odznak kadry PTTK i odznak klubowych. Później dodatkowo utworzył takie grupy jak: „Korony górskie” i „Odznaki krajoznawcze poświęcone jednostkom Wojska Polskiego”. W osobnych grupach znalazły się odznaki jubileuszowe i okolicznościowe oraz odznaki, których zdobywanie zostało zawieszone, a także odznaki wycofane lub już nie weryfikowane. Inni stosowali podobne lub zmodyfikowane formy klasyfikacji odznak PTTK.
Ze względu na liczne kontrowersje wokół podziału odznak Komisja Krajoznawcza Zarządu Głównego PTTK, 21 listopada 2009, zaakceptowała zasady kwalifikacji odznak krajoznawczo-turystycznych PTTK. Odznaki podzielono na 3 grupy, biorąc pod uwagę:
1. podstawę merytoryczną weryfikacji,
2. zasięg przestrzenny wymogów regulaminowych,
3. podmiot weryfikujący.

W poszczególnych grupach dokonano następującego podziału:
Grupa I
1. krajoznawcze (należy poznać i udokumentować poznanie określonej podstawy, jak niżej),
  - obiektowe (np. z listy UNESCO w Polsce),
  - personalne (np. Odznaka św. Jana Nepomucena),
  - obszarowe (np. Miłośnik Polesia),
2. turystyki kwalifikowanej (należy udokumentować przebycie określonego dystansu stosownie do określonej dyscypliny turystyki kwalifikowanej, np. GOT, OTP, i ewentualnie kilku z dyscyplin lub określonej trasy).

Grupa II
1. lokalne (teren miejscowości, gminy lub powiatu ewentualnie niedużej przestrzennej jednostki przyrodniczej [fizycznogeograficznej], np. pasmo górskie, jezioro, leśnej, jak puszcza itp.),
2. regionalne (co najmniej trzy powiaty lub całe województwo, większe jednostki fizycznogeograficzne i historyczne, np. Śląsk – w porozumieniu z Komisją Krajoznawczą ZG PTTK),
3. ogólnopolskie (ponadwojewódzkie lub obejmujące co najmniej trzy duże krainy historyczne lub geograficzne).

Grupa III
1. oddziałowe (jednostki organizacyjne oddziałów[15]),
2. centralne (komisje ZG PTTK[8]).

### Odznaki turystyki kwalifikowanej
Odznaki turystyki kwalifikowanej są swoistą nagrodą za zdobyte umiejętności, wiedzę i doznane przeżycia podczas wycieczek pieszych (nizinnych i górskich), wodniackich (kajakowych, żeglarskich i podwodnych), jeździeckich, narciarskich, motorowych oraz na orientację. Zasady ogólne są podobne dla wszystkich rodzajów odznak. Za odbyte wycieczki i zwiedzone obiekty przyznawane są punkty, a warunkiem zdobycia danego stopnia odznaki jest zgromadzenie określonej w regulaminach liczby punktów.
Współczesny system odznak PTTK obejmuje odrębne odznaki dla każdej z dziedzin turystyki kwalifikowanej. Zdobycie hierarchicznie usytuowanych względem siebie poszczególnych odznak jest uwarunkowane wypełnieniem norm kwalifikacyjnych, zawartych w odpowiednich regulaminach. Im wyższe miejsce zajmuje odznaka w hierarchii, tym jej zdobycie wymaga włożenia większego wysiłku fizycznego i intelektualnego, czyli spełnienia wyższej normy kwalifikacyjnej.

System odznak turystyki kwalifikowanej został pomyślany tak, aby:
- objąć swym zasięgiem wszystkich członków PTTK bez względu na wiek, stan zdrowia i przygotowanie krajoznawcze oraz turystyczne,
- wciągać do zdobywania odznak o coraz wyższych stopniach, a przez to kształtować na coraz wyższym poziomie wiedzę krajoznawczą, ekologiczną! umiejętności turystyczne,
- dawać możliwość zdobywania odznak przez cały czas członkostwa w PTTK,
- możliwie najwcześniej kształtować turystę kwalifikowanego,
- stanowić formę kształcenia dla turystyki kwalifikowanej.

.
Najstarszą odznaką turystyczną, istniejącą w Polskim Towarzystwie Tatrzańskim (PTT) od 1935, jest Górska Odznaka Turystyczna (GOT). Od momentu jej wprowadzenia po dziś dzień cieszy się ogromną popularnością. Po II wojnie światowej wznowiona została w 1949 i stanowiła wzór, na podstawie którego opracowano zasady zdobywania odznak w innych dyscyplinach turystyki kwalifikowanej. Można było ją zdobywać – począwszy od 10. roku życia – na górskich szlakach znakowanych, według ustalonych zasad podanych w regulaminie GOT, w okresie od 15 marca do 15 grudnia. Nie można było zdobywać punktów do odznaki w stopniu popularnym, małym brązowym i małym srebrnym na obszarze Tatr (nowy regulamin GOT zniósł te ograniczenia).
Niemal równocześnie z powstaniem Polskiego Towarzystwa Turystyczno-Krajoznawczego, bo w 1951, ustanowiono Górską i Nizinną Odznakę Narciarską.
Górską Odznakę Narciarską (GON) można zdobywać – począwszy od 10. roku życia – podczas górskich wycieczek narciarskich, według zasad ustalonych w regulaminie odznaki. Małe GON zdobywało się przez odbycie punktowanych wycieczek narciarskich, które wymienione były w spisie wycieczek, zamieszczonym w wydawnictwie Narciarskie Odznaki Turystyczne, Wyd. SiT, 1970 r. Od 2002 odznaki popularną i małe zdobywa się przez odbycie szeregu punktowanych wycieczek narciarskich, a liczbę uzyskanych punktów oblicza się na podstawie „Spisu wycieczek punktowanych do GON PTTK”, umieszczonego w Regulaminie Odznak Narciarskich (wyd. 1980), lub przez wyliczenie według następującego przelicznika:
- 4 punkty za każdą godzinę wędrówki,
- 1 punkt za każdy kilometr marszu plus 1 punkt za każde 100 m podejścia.

Odznaki duże zdobywa się przez odbycie odpowiedniej ilości wycieczek lub rajdów w minimum dwu (duża srebrna) lub trzech (duża złota) grupach górskich trwających nieprzerwanie co najmniej po cztery dni każda. Odbywając wycieczki narciarskie, należy:
- przestrzegać zasad poruszania się w górach w warunkach zimowych,
- nie odbywać wycieczek samotnie, lecz w zespołach co najmniej trzyosobowych,
- odbywać wycieczki na różnych trasach i w różnych grupach górskich.

Odznaka ma 6 stopni: popularna, mała brązowa, mała srebrna, mała złota, duża srebrna i duża złota.
Nizinną Odznakę Narciarską (NON) można zdobywać – począwszy od 10. roku życia – podczas narciarskich wycieczek nizinnych. Małe NON zdobywało się według następujących zasad:
- należy uzyskać odpowiednią liczbę punktów na poszczególne stopnie odznaki, według wykazu,
- liczbę punktów należy obliczać według następujących zasad:
  - za każdą godzinę marszu – zgodnie z przewodnikiem turystycznym dla szlaków pieszych – 4 punkty,
  - za każdy kilometr – 1 punkt i za każde 100 m różnicy wzniesień – 1 punkt.

Od 2002 zasady zdobywania NON są podobne do zasad zdobywania GON.
Odznaka ma 6 stopni: popularna, mała brązowa, mała srebrna, mała złota, duża srebrna i duża złota.
Popularną Odznakę Narciarską (PON) można było zdobywać – począwszy od 12. roku życia – podczas wycieczek narciarskich na obszarze całej Polski, zgodnie z zasadami należy:
- wziąć udział w całodziennej wycieczce narciarskiej pod opieką przewodnika turystyki narciarskiej PTTK lub instruktora narciarstwa PZN,
- spełnić wymagania dotyczące umiejętności technicznych w jeździe na nartach, według zasad nauczania Polskiego Związku Narciarskiego, uzyskując przy technice jazdy:
  - do II klasy – PON w stopniu brązowym (biała emalia),
  - do III klasy – PON w stopniu srebrnym (zielona emalia),
  - IV klasy – PON w stopniu złotym (niebieska emalia).

Poszczególne stopnie PON-PTTK odpowiadały danej klasie jazdy na nartach i zdobywane były bez zachowania ich kolejności.
W 2002 dokonano nowelizacji Regulaminu narciarskich odznak turystycznych PTTK, m.in. zastępując Popularną Odznakę Narciarską (PON) Dziecięcą Odznaką Narciarską (DON), którą można zdobywać trzykrotnie, ale tylko raz w jednym sezonie. DON zdobyta po raz pierwszy ozdobiona jest jedną „śnieżynką”, a odznaki zdobyte po raz drugi i trzeci odpowiednio – dwoma lub trzema „śnieżynkami”.
Narciarska Odznaka Młodzieżowa (NOM-PTTK) jest jednostopniową odznaką przeznaczoną dla młodzieży, którą uzyskuje się uczestnicząc:
- w 3 wycieczkach narciarskich, za każdym razem na innej trasie, przy czym długość trasy nie powinna być mniejsza niż:
  - 10 km – dla osób w wieku 12–15 lat,
  - 15 km – dla osób w wieku 16–19 lat,
- w dowolnych zawodach narciarskich (zjazdowych lub biegowych) bez względu na zajęte miejsce, z wyjątkiem dyskwalifikacji lub nieukończenia konkurencji.

Narciarska Odznaka Turystyczna „Za Wytrwałość” – „Górska Odznaka Narciarska” jest wyróżnieniem, które można uzyskać, jeżeli (opcjonalnie):
- w ciągu 10. lat od zdobycia dużej GON lub NON sześciokrotnie zdobędzie się normę przewidzianą na odznakę brązową GON lub NON,
- w ciągu 15. lat od zdobycia małej GON lub NON, dziesięciokrotnie uzyska się normę przewidzianą na GON lub NON w stopniu brązowym.

Wysokogórska Odznaka Narciarska PTTK (WON) jest najwyższym wyróżnieniem dla osób uprawiających wędrówki na terenie Tatr, Karkonoszy, masywu Babiej Góry i innych gór wysokich. WON może uzyskać każdy, kto udokumentuje przejście tras wysokogórskich na nartach o łącznej sumie przewyższeń 30 000 m. WON przyznawana jest w trybie uchwały Komisji Turystyki Narciarskiej ZG PTTK.
Obecnie (2012) istnieje sześć rodzajów odznak dla turystów-narciarzy:
- Dziecięca Odznaka Narciarska (DON),
- Narciarska Odznaka Młodzieżowa (NOM),
- Górska Odznaka Narciarska (GON),
- Nizinna Odznaka Narciarska (NON),
- Odznaka Narciarska „Za Wytrwałość”,
- Wysokogórska Odznaka Narciarska (WON).

Odznakę Turystyki Pieszej (OTP), ustanowioną w 1951, można zdobywać począwszy od 6. roku życia (wyjątek stanowi odznaka „Siedmiomilowe buty”) na wycieczkach pieszych, zaliczając 1 punkt za 1 km. Trasy wycieczek może ułożyć sam turysta. W załączniku do regulaminu zostały określone miejscowości, za zwiedzanie których dolicza się dodatkowe punkty (20, 15, 10 lub 5 pkt.).
Odznaka jest ustanowiona w sześciu kategoriach:
- „Siedmiomilowe Buty” w stopniach: srebrnym i złotym (dotyczy wyłącznie osób w wieku poniżej 10 lat),
- popularna OTP (bez stopni),
- mała OTP w stopniach: brązowym, srebrnym i złotym,
- duża OTP w stopniach: srebrnym i złotym,
- odznaka „Za Wytrwałość w Turystyce Pieszej” (I, II i III stopnia),
- OTP „Dla Najwytrwalszych” (I, II i III stopnia).

Od 1974 można zdobywać Odznakę „Za wytrwałość w turystyce pieszej”. Odznaka może być przyznana trzykrotnie, po powtórzeniu odpowiedniej ilości norm przewidzianych na brązową OTP. Posiadacze odznaki „Za Wytrwałość w Turystyce Pieszej” najwyższego stopnia (III, emalia czerwona) mogą ubiegać się o Odznakę OTP „Dla najwytrwalszych”, którą zdobywa się przez pięciokrotne powtórzenie normy przewidzianej dla małej OTP w stopniu brązowym (bez punktów za zwiedzanie miast). Kolejnym stopniem odznak OTP jest Odznaka OTP „Weteran Szlaków Pieszych”.
- Odznaka została ustanowiona przez Klub Przodowników Turystyki Pieszej im. Anieli Michalskiej.
- Odznaka „DLA NAJWYTRWALSZYCH – WETERAN PIESZYCH SZLAKÓW” jest kontynuacją systemu odznak pieszych PTTK.
- Odznakę mogą zdobywać turyści, którzy zdobyli najwyższy III (złoty) stopień odznaki „DLA NAJWYTRWALSZYCH”.
- Odznaka „DLA NAJWYTRWALSZYCH – WETERAN PIESZYCH SZLAKÓW” posiada cztery stopnie: I w kolorze niebieskim, II w kolorze żółtym, III w kolorze białym, IV w kolorze czerwonym.
- Obowiązuje kolejność ich zdobywania.
- Dla uzyskania każdego stopnia odznaki konieczne jest uzyskanie zaliczenia trzech norm rocznych przewidzianych dla małej OTP w stopniu brązowym[20].

W 1952 wprowadzono dalsze dwie odznaki: KOT – przeznaczoną dla osób uprawiających turystykę rowerową i TOK – dla turystów-kajakarzy.
Kolarską Odznakę Turystyczną (KOT) można zdobywać – począwszy od 7. roku życia – na wycieczkach zbiorowych lub indywidualnych, zaliczając 10 punktów za każdy dzień jazdy rowerem podczas wędrówek jednodniowych lub odpowiednio 15 punktów podczas wędrówek wielodniowych (minimum 1,5 dnia). Dodatkowe punkty uzyskuje się za udział w określonych imprezach oraz za zwiedzanie miejscowości i parków narodowych. Do 2008 odznaka miała sześć stopni: brązowy, srebrny, złoty, duży srebrny, duży złoty i „za wytrwałość”. 24 lutego 2007, na wyjazdowym posiedzeniu Komisji Turystyki Kolarskiej ZG PTTK w Sulejowie, uchwalono nowy regulamin KOT, który wszedł w życie 1 stycznia 2008. Obecnie KOT ma siedem stopni: brązowy, srebrny, złoty, duży brązowy, duży srebrny, duży złoty i „za wytrwałość”.
Turystyczną Odznakę Kajakową (TOK) można zdobywać po ukończeniu 10. roku życia. Celem odznaki jest propagowanie turystyki kajakowej jako formy aktywnego wypoczynku, zachęcanie do jej systematycznego uprawiania oraz poznawania ojczystego kraju i jego turystycznych szlaków wodnych. Punkty przyznawane są za przepłynięte kilometry 1 km = 1 pkt. Odznaka ma 8 stopni: popularny, brązowy, srebrny, złoty, duży złoty, „Za wytrwałość”, „Za wytrwałość platynowy” i „Za wytrwałość diamentowy”
W 2002 dokonano nowelizacji regulaminu, który zniósł wcześniejsze bardziej skomplikowane wymogi regulaminowe (przyznawane punkty za 1 km: na wodzie bieżącej z prądem – 1 pkt, na wodzie stojącej – 2 pkt., na wodzie pod prąd i na morzu – 3 pkt., na rzece górskiej – 4 pkt.; przy zdobywaniu punktów na odznakę złotą i dużą złotą obowiązywało przepłynięcie rzek górskich, wymienionych w regulaminie. Najdłuższy etap dzienny na rzece nizinnej nie mógł przekraczać 40 km, a na rzece górskiej – 60 km).
W 1995, Komisja Turystyki Kajakowej ZG PTTK ustanowiła Górską Odznakę Kajakową (GOK). Celem odznaki jest podnoszenie turystycznych kwalifikacji kajakowych, propagowanie turystyki kajakowej na rzekach trudnych i uciążliwych oraz zachęcanie do jej uprawiania na mało uczęszczanych szlakach wodnych. Odznaka jest przyznawana za pływanie kajakiem lub kanadyjką po rzekach, ujętych w wykazach „A” i „B”, będących załącznikami do regulaminu. Zdobywanie GOK zaleca się rozpoczynać po zdobyciu TOK (minimum w stopniu brązowym). Odznaka ma 3 stopnie: brązowy, srebrny i złoty.
Z myślą o turystach-żeglarzach w 1954 wprowadzono Żeglarską Odznakę Turystyczną (ŻOT). Można ją zdobywać – po ukończeniu 10. roku życia – na rejsach trwających co najmniej 24 godziny, zaliczając za przepłynięcie 1 km szlaku:
- z prądem – 1 pkt,
- na wodach stojących – 2 pkt.,
- pod prąd – 3 pkt.

W przypadku rejsów pełnomorskich i zatokowych przyznaje się odpowiednio 1 pkt i 2 pkt. za 1 milę morską.
Odznaka ma sześć stopni: popularny, brązowy, srebrny, złoty, duży srebrny i duży złoty.
Motorowa Odznaka Turystyczna (MOT) została wprowadzona w 1956, początkowo w nieco innym kształcie. Obecny (2012) wizerunek odznaki obowiązuje od 1970. Mogli ją zdobywać zarówno kierowcy, jak i pasażerowie. W 1959 – specjalnie dla pasażerów – wprowadzono Odznakę Turysty Motorowego (OTM).
Młodzieżową Odznakę „Turysta Motorowy” (TM) mogą zdobywać dzieci i młodzież w wieku 10–16 lat – uczestnicy turystyki motorowej z osobami dorosłymi, wycieczek autokarowych itp. Motorową Odznakę Turystyczną (MOT) mogą zdobywać osoby, które ukończyły 16. rok życia i uprawiają turystykę motorową pojazdem samochodowym, motocyklem lub motorowerem, w trakcie przemieszczania się w terenie w celach poznawczych. Punkty do odznaki zdobywa się za zwiedzenie i potwierdzenie określonych w regulaminie obiektów oraz za uczestnictwo w wymaganej liczbie imprez motorowych turystyki kwalifikowanej. TM ma 3 stopnie: brązowy, srebrny i złoty, a MOT siedem stopni: mały brązowy, mały srebrny, mały złoty, duży brązowy, duży srebrny, duży złoty i „Złoty za Wytrwałość”.
W 1960 ustanowiono Turystyczną Odznakę Podwodną (TOP). Można ją zdobywać po ukończeniu 16 lat. Odznaka ma 3 stopnie: brązowy, srebrny i złoty – zdobywane kolejno, przez udział w rozmaitych akcjach, zawodach i imprezach podwodnych. Odznaka przyznawana jest na wniosek klubu.
W ten sposób wszystkie istniejące w 1960 komisje turystyki kwalifikowanej PTTK dysponowały systemami odznak turystycznych.
W późniejszych latach modyfikowano regulaminy poszczególnych odznak. Ogólną zasadą jednak było i jest, że najniższe stopnie odznak powinny być stosunkowo łatwe do zdobycia, a z każdym kolejnym stopniem odznaki powinny wzrastać nie tylko wymagania w stosunku do turysty, ale również atrakcyjność wykonywanych zadań. Dlatego też w wielu regulaminach jest mowa o konieczności zdobywania punktów w różnych regionach kraju, a także o wymogach krajoznawczych.
Jedną z dyscyplin turystyki kwalifikowanej jest speleologia, ale istniejąca w PTTK od 1961 Komisja Speleologii „Odznaki Speleologa” jeszcze nie wprowadziła. W 2007 Oddział Międzyuczelniany PTTK w Warszawie w celu zachęcenia szerokiego grona turystów do poznawania jaskiń oraz regionów ich występowania, a także pogłębiania wiedzy o jaskiniach i konieczności ich ochrony, ustanowił Odznakę Turystyki Jaskiniowej (OTJ). Odznaka ma 4 stopnie (popularny, brązowy, srebrny i złoty), które można zdobywać jedynie w kolejności stopni i tylko w grupie minimum dwuosobowej. Ze względów bezpieczeństwa indywidualne zdobywanie odznaki jest zabronione.
Powołana w 1970 Komisja Imprez na Orientację ustanowiła w 1975 roku Odznakę Imprez na Orientację (OInO). Przyznaje się ją za udział indywidualny lub zespołowy w imprezach na orientację. Za każdy ukończony etap uzyskuje się od 1 do 5 punktów do odznaki, w zależności od rangi imprezy (od lokalnych, przez regionalne, po ogólnopolskie oraz imprezy rangi Pucharu i Mistrzostw Polski). OInO może zdobywać każdy – bez względu na wiek uczestnika – kto spełni warunki zawarte w regulaminie odznaki. Odznaka ma czternaście stopni w pięciu kategoriach. W 2014 r. została powołana Odznaka Turystycznych Imprez na Orientację (TRInO), którą można ją zdobywać jednocześnie z Odznaką InO. Odznaka posiada 7 stopni (popularny, brązowy, srebrny, złoty, duży brązowy, duży srebrny i duży złoty).
W 1997, celem popularyzacji turystyki konnej, Zarząd Główny PTTK ustanowił „Odznakę Jeździecką” w dwóch wariantach: Jeździecką Odznakę Turystyki Górskiej (JOTG) i Jeździecką Odznakę Turystyki Nizinnej (JOTN). O uzyskanie odznaki może ubiegać się każdy, kto ukończył 10. rok życia (stopień popularny) i 14 lat (pozostałe stopnie) oraz spełnił warunki regulaminowe dotyczące opanowania określonego zakresu wiedzy teoretycznej (w tym z zakresu turystyki i krajoznawstwa) oraz umiejętności praktycznych. Każda z odznak ma cztery stopnie – popularny (jednakowy dla obu wariantów), brązowy, srebrny i złoty.
PTTK przygotowało również wyróżnienia dla koni, które mogą otrzymać Odznakę Turystycznego Konia Górskiego. Przyznawanie uprawnień konia turystycznego ma na celu wyselekcjonować zwierzęta posłuszne i dające gwarancję bezpiecznego uprawiania górskiej turystyki konnej. Konie bojaźliwe lub złośliwe, narowiste oraz nie normalnie zachowujące się w stajni i na wybiegu nie są kwalifikowane. Aby otrzymać licencję turystycznego konia górskiego zwierzę musi przejść serię egzaminów terenowych, oddających rzeczywisty stan jego wyszkolenia i temperamentu. Przy ocenie zwierząt brane są pod uwagę:
- dobry stan zdrowia, bez widocznych i ukrytych wad,
- normalny stan psychiczny i dobry charakter,
- prawidłowa budowa, doskonały stan kopyt, dobry wzrok, prawidłowe uzębienie i zgryz,
- prawidłowe chody i ruchy,
- ukończone 5 lat,
- zalecany wzrost poniżej 165 cm,
- posiadanie rodowodu (paszportu Polskiego Związku Hodowców Koni lub Polskiego Związku Jeździeckiego[33]).

W 2007 Centralny Ośrodek Turystyki Górskiej PTTK wspólnie z Urzędem Marszałkowskim Województwa Małopolskiego i we współpracy z firmą rakiety.pl ustanowił Zimową Odznakę Górską (ZOG). Odznakę zdobywa się przez odbycie pieszych wędrówek na rakietach śnieżnych w górach Polski oraz w zagranicznych pasmach górskich Karpat i Sudetów, położonych na obszarze pogranicza, przy zachowaniu zasad bezpiecznego i racjonalnego uprawiania turystyki górskiej, przestrzegając przepisów dotyczących poruszania się na obszarach chronionych. Odznaka ma 3 stopnie: brązowy, srebrny i złoty.

Odznaki i turystyka kwalifikowana wnoszą wiele elementów edukacyjnych i wychowawczych. Ta forma, jak trafnie zauważył Ryszard Kunce, kreuje najwłaściwsze relacje między człowiekiem a przyrodą i najpełniej umacnia miłość do Polski i zrozumienie rzeczywistych problemów regionu oraz kraju.

Niezależnie od wymienionych wyżej odznak, związanych z jedną dyscypliną turystyki kwalifikowanej, istnieją w PTTK odznaki, które można zdobywać w czasie różnego rodzaju wędrówek, przy czym ważny jest nie tyle sposób podróżowania, co jego krajoznawczy charakter.

### Odznaki krajoznawcze
Zdobywanie odznak turystyki kwalifikowanej można – a nawet należy – łączyć ze zdobywaniem odznak krajoznawczych. W tym między innymi tkwi atrakcyjność wędrówek turystycznych, że pozwalają one na równoczesne gromadzenie punktów do kilku odznak.
W 1975 Komisja Krajoznawcza Zarządu Głównego PTTK opracowała Regulamin Odznaki Krajoznawczej PTTK (OK-PTTK). Odznakę można było zdobywać po ukończeniu 12. roku życia na wycieczkach indywidualnych i zespołowych: pieszych (nizinnych i górskich), kolarskich, wodniackich (kajakowych i żeglarskich), autokarowych itp. Zgodnie z zapisami regulaminowymi turysta zdobywający Odznakę Krajoznawczą PTTK był zobowiązany do zwiedzenia (według własnego uznania) różnego rodzaju obiektów: zabytków, muzeów, obiektów kultury ludowej oraz środowiska przyrodniczego. Dodatkowe wymagania dotyczyły odbycia wycieczki oraz zdobycia odznaki regionalnej.
W 1993 ustanowiono nową Odznakę Krajoznawczą w dwóch rodzajach:
- Regionalną Odznakę Krajoznawczą (ROK) w dwóch stopniach: brązowym i srebrnym,
- Odznakę Krajoznawczą Polski (OKP) w czterech stopniach: brązowym, srebrnym, złotym i złotym z szafirem[36].

Regionalna Odznaka Krajoznawcza pozostawia zwiedzającemu pewną dowolność w wyborze zwiedzanych obiektów, jednocześnie zachęcając do poznawania najbliższych okolic miejsca zamieszkania. Posiadacze dowolnej odznaki regionalnej, obowiązującej w regionie zamieszkania, automatycznie otrzymują ROK w stopniu brązowym. Taki zapis regulaminowy propaguje ideę zdobywania regionalnych odznak krajoznawczych.
Odznakę Krajoznawczą Polski zdobywa się, zwiedzając miejsca wymienione w Kanonie Krajoznawczym Polski. Kanon stał się swego rodzaju wzorcem dla środowisk nowelizujących regulaminy odznak regionalnych i twórców nowych odznak, którzy starają się tworzyć wykazy miejsc ciekawych krajoznawczo w swoim regionie, gdzie turysta powinien koniecznie trafić.
Ustanowiona w 1978 Młodzieżowa Odznaka Krajoznawcza PTTK (MOK-PTTK) ma na celu zachęcenie młodzieży szkolnej do uprawiania turystyki oraz poznawania kraju ojczystego. MOK-PTTK jest zdobywana w pierwszym etapie rozwijania zainteresowań krajoznawczych – stanowi potwierdzenie uzyskania podstawowego stopnia wtajemniczenia w tej dziedzinie. Celem odznaki jest również skupienie uwagi młodych turystów na najbliższej okolicy. MOK-PTTK jest odznaką jednostopniową, którą mogą zdobywać dzieci i młodzież podczas wycieczek rodzinnych, szkolnych i innych. Podstawowym warunkiem zdobycia odznaki jest spędzenie 6 dni na wycieczkach jedno- lub wielodniowych i uzyskanie potwierdzeń ich odbycia oraz zwiedzenie obiektów określonych w regulaminie odznaki. Zdobywający odznakę powinien również posiąść podstawową wiedzę o odwiedzanych miejscach i zwiedzanych obiektach.
W przypadku ogólnopolskiej Odznaki Turystyczno-Krajoznawczej PTTK „Młodzi Silni Weseli” (OMSW), ustanowionej 15 grudnia 1984 przez Koło PTTK nr 24 „Młodzi Silni Weseli” d. przy 108 Grunwaldzkiej Drużynie Harcerskiej „Dreptaki” im. prof. Romana Kobendzy w Warszawie, turysta zdobywający OMSW musi posiadać określoną w regulaminie liczbę odznak turystyki kwalifikowanej i/lub odznak krajoznawczych albo zdobyć je w trakcie ubiegania się o dany stopień OMSW. Odznaka ma cztery stopnie: popularny, brązowy, srebrny i złoty. Odznakę „Młodzi Silni Weseli” przyznaje Kapituła OMSW, działająca przy Kole PTTK nr 24 „Młodzi Silni Weseli”.

#### Odznaki regionalne
Regionalne odznaki krajoznawcze powstawały i powstają w różnych regionach. Najwięcej odznak powstało w latach 70. XX wieku. Niektóre z nich straciły aktualność (umarły tzw. „śmiercią naturalną”) z powodu nowego podziału administracyjnego kraju, a czasem – braku zainteresowania (często zarówno pomysłodawców, jak i potencjalnych zdobywców). W wielu przypadkach problem rozwiązano, dokonując korekt w zapisach regulaminowych – zastępując „województwo” słowem „region”. I tak np. nadal można zdobywać Odznakę Krajoznawczą Ziemi Radomskiej, która jest kontynuacją Krajoznawczej Odznaki Województwa Radomskiego, ustanowionej przez Zarząd Wojewódzki PTTK w Radomiu w 1982. Odznakę ustanowił Oddział Miejski PTTK im. ks. Jana Wiśniewskiego w Radomiu w 2000. Celem odznaki jest popularyzacja walorów krajoznawczych Ziemi Radomskiej oraz zachęcenie do ich poznawania. Odznaka ma trzy stopnie: brązowy, srebrny i złoty.
Regulaminy tych odznak zostały tak skonstruowane, aby turysta poznał mniejszy lub większy fragment regionu, często nazywany „Małą Ojczyzną”. Przykładem mogą być regulaminy jednostopniowej Tyskiej Odznaki Krajoznawczej, trzystopniowej Katowickiej Odznaki Krajoznawczej „Znam Katowice”, dwustopniowej Regionalnej Odznaki Krajoznawczej „Przyjaciel Międzygórza”, ośmiostopniowej Regionalnej Odznaki Krajoznawczo-Turystycznej PTTK „Sympatyk Otwocka” (stopnie: popularny, brązowy, srebrny, złoty, duży brązowy, duży srebrny, duży złoty i jubileuszowy), czy też Warszawskiej Odznaki Krajoznawczej (WOK), która ma cztery stopnie: popularny, brązowy, srebrny i złoty. W regulaminach tych pięciu odznak znajdują się wykazy obiektów, które należy zwiedzić w trakcie zdobywania odznak.
Często odznaki regionalne można zdobywać podczas wycieczek pieszych, rowerowych, narciarskich czy motorowych. Niektóre z nich łączą w wymaganiach regulaminowych wartości, jakie niosą ze sobą zarówno turystyka i krajoznawstwo. Przykładem może być Wielkopolska Odznaka Turystyczno-Krajoznawcza „Przyjaciel Wielkopolski”, czy też Regionalna Odznaka Turystyczno-Krajoznawcza „Warmia i Mazury – ziemia serdecznie znajoma”. Zdobywając obie te odznaki, należy zwiedzić wymienione w wykazie obiekty i udokumentować uczestnictwo w imprezie turystyki kwalifikowanej lub zdobyć odpowiednią liczbę punktów w trakcie indywidualnych wędrówek. W niektórych przypadkach, np. w przypadku Odznaki Turystyczno-Krajoznawczej „Miłośnik Puszczy Kampinoskiej” (MPK), wymagane jest odbycie określonej liczby wycieczek w różnych porach roku.
W 1998 Oddział PTTK Ziemi Strzelińskiej w Strzelinie ustanowił wielostopniową Regionalną Odznakę Turystyczno-Krajoznawczą „Wzgórza Niemczańsko-Strzelińskie”. Celem odznaki jest popularyzacja Wzgórz Niemczańsko-Strzelińskich poprzez wycieczki piesze i rowerowe oraz zwiedzanie miejscowości i miejsc określonych w załączniku oprócz miejscowości zamieszkania, a także za udział w zawodach na orientację na terenie Wzgórz Niemczańsko-Strzelińskich.
W 2001, Komisja Turystyki Górskiej Oddziału Wrocławskiego PTTK ustanowiła jednostopniową Odznakę Regionalną „Korona Sudetów”. Celem odznaki jest popularyzacja Sudetów – gór leżących na styku granic Polski, Czech i Niemiec (tzw. „trójstyk”). Aby stać się posiadaczem odznaki należy zdobyć najwyższe szczyty 22. pasm górskich w Sudetach.
W 2004, Klub Przodowników Turystyki Pieszej im. Anieli Michalskiej w Warszawie ustanowił jednostopniową Odznakę Krajoznawczą „Szlakiem miejsc kultu religijnego na Mazowszu”. Odznakę przyznaje Referat Weryfikacyjny Komisji Turystyki Pieszej Oddziału Stołecznego PTTK im. Aleksandra Janowskiego w Warszawie. Aby zdobyć odznakę należy odwiedzić 10 miejsc kultu religijnego na Mazowszu wymienionych w załączonym wykazie. Nie można zaliczać obiektów położonych w miejscu zamieszkania zdobywającego odznakę.
Dla nauczycieli wybierających się w daną okolicę regulamin regionalnej odznaki krajoznawczej może być przydatnym materiałem pomocniczym (doskonałą „ściągawką”) do zaplanowania trasy przejazdu czy marszruty, podczas której jest wiele okazji do przekazania treści krajoznawczych – sumy wiadomości historycznych, przyrodniczych, gospodarczych – i nauki dostrzegania piękna, czasem ukrytego.
Odznaki regionalne służą popularyzacji idei regionalizmu i są atrakcyjne dla młodzieży miejscowej, jak również dla osób przyjeżdżających z daleka. W dobie globalizacji, kiedy ciupagę można kupić zarówno w Zakopanem i na molo w Sopocie, odznaka regionalna – przywieziona z wycieczki czy wakacji może być jedyną i niepowtarzalną pamiątką.
W sumie można obecnie (grudzień 2012) zdobywać ponad 270 regionalnych odznak krajoznawczych. Najwięcej odznak można zdobywać na terenie województwa śląskiego (42) i mazowieckiego (30), a najmniej – w województwach podkarpackim i podlaskim (po 7), warmińsko-mazurskim (8) oraz łódzkim i pomorskim (po 10).
| Województwo         | PTTK | Inne | Ogółem |
| ------------------- | ---- | ---- | ------ |
| Dolnośląskie        | 20   | 2    | 22     |
| Kujawsko-pomorskie  | 23   | –    | 23     |
| Lubelskie           | 19   | –    | 19     |
| Lubuskie            | 16   | –    | 16     |
| Łódzkie             | 10   | 1    | 11     |
| Małopolskie         | 17   | –    | 17     |
| Mazowieckie         | 30   | 2    | 32     |
| Opolskie            | 14   | –    | 14     |
| Podkarpackie        | 7    | –    | 7      |
| Podlaskie           | 7    | –    | 7      |
| Pomorskie           | 10   | 1    | 11     |
| Śląskie             | 42   | 1    | 43     |
| Świętokrzyskie      | 13   | –    | 13     |
| Warmińsko-mazurskie | 8    | –    | 8      |
| Wielkopolskie       | 22   | 2    | 24     |
| Zachodniopomorskie  | 15   | 1    | 16     |
| Razem               | 273  | 10   | 283    |

#### Odznaki ogólnopolskie
Dużą popularnością cieszy się Odznaka „Turysta Przyrodnik” (TP), ustanowiona w 1979 przez Komisję Ochrony Przyrody Zarządu Głównego PTTK. Odznaka ma siedem stopni: popularny, brązowy, srebrny, złoty, duży srebrny, duży złoty oraz honorowy. Można ją zdobywać podczas wędrówek zarówno w górach, jak i na nizinach, bo szlaki wędrówek przebiegają przez parki narodowe, parki krajobrazowe czy po prostu spotykane pojedyncze obiekty przyrodnicze, np. pomniki przyrody. Jej ogólnopolski zasięg i promocja sprawiły, że jest to najpopularniejsza przyrodnicza odznaka krajoznawcza. Przeciętnie zdobywa ją około 2000–3000 osób rocznie. W ramach „Roku Przyrody w PTTK” (2008) ustanowiono Jubileuszową Odznakę „Turysta Przyrodnik”, którą można było zdobyć po wypełnieniu normy na najniższy stopień odznaki „Turysta Przyrodnik”. Jubileuszową odznakę zdobyły 2424 osoby.
Najstarszą przyrodniczą odznaką krajoznawczą PTTK jest Odznaka „Przyjaciel Naturalnego Środowiska”, ustanowiona w 1976 przez Oddział PTTK Kraków – Nowa Huta, w celu poznania i zainteresowania społeczeństwa problematyką ochrony środowiska. Zdobycie odznaki polega na odwiedzeniu i poznaniu parków narodowych i krajobrazowych, rezerwatów przyrody, obszarów Natura 2000, leśnych kompleksów promocyjnych, stanowisk dokumentacyjnych, muzeów przyrodniczych i innych form ochrony przyrody (podobna grupa obiektów do wymienionych w regulaminie odznaki „Turysta Przyrodnik”).
W 1974 wprowadzono Odznakę Rajdu Kolarskiego „Dookoła Polski”. Odznaka ma 2 stopnie. Małą (w kolorze białym) zdobywa się po opracowaniu i przejechaniu rowerem trasy o długości minimum 1800 km o kształcie zbliżonym do elipsy lub koła, przebiegającej przez dowolne miejscowości leżące na terenie Polski. Dużą odznakę (w kolorze żółtym) zdobywa się po przejechaniu trasy wymienionej w regulaminie rajdu. Przejechana trasa rajdu może być także zaliczana do uzyskania KOT. Czas trwania rajdu nie jest ograniczony. Kolejność zdobywania odznak jest dowolna.
W celu rozwijania zainteresowań krajoznawczych turystów-kolarzy Komisja Turystyki Kolarskiej ZG PTTK ustanowiła w 1982 Odznakę Rajdu Kolarskiego „Szlakami zamków w Polsce”. Odznaka Rajdu ma trzy stopnie, zdobywane kolejno zgodnie z załączoną do Regulaminu tabelą. Obiekty wpisuje się i potwierdza w Książeczce wycieczek kolarskich.
W 1991 Komisja Turystyki Kolarskiej ZG PTTK, w porozumieniu z podkomisją Konferencji Episkopatu Polski ds. Kultury Zdrowotnej i Sportu, ustanowiła Kolarską Odznakę Pielgrzymią (KOP). Celem odznaki jest popularyzacja obiektów kultu religii chrześcijańskich na ziemiach polskich, a także poza granicami kraju. KOP ma 8 stopni, które należy zdobywać kolejno (popularna, brązowa, srebrna, złota, duża srebrna, duża złota oraz Wielka KOP i Chrześcijański Pielgrzym Świata).
Poza wymienionymi istnieją inne ponadregionalne i ogólnopolskie odznaki krajoznawcze. Charakterystycznym przykładem jest trzystopniowa (brązowa, srebrna i złota) Odznaka Krajoznawcza „Szlakiem Architektury Drewnianej w Polsce”. Została ustanowiona w 2000 przez Komisję Krajoznawczą Regionalnego Oddziału Szczecińskiego PTTK im. Stefana Kaczmarka w Szczecinie w celu zwrócenia uwagi na wszelkiego rodzaju budowle drewniane. Podobną rolę odgrywa Odznaka „Szlakami Architektury Sakralnej w Polsce”, której celem jest zapoznanie się zdobywających z różnorodnością zabytków architektury sakralnej różnych wyznań na terenie Polski. Została ustanowiona w 2003 przez Parafialny Klub Sportowy „ARKA” Katolickiego Stowarzyszenia Sportowego RP – 139 oraz Komisję Kultury i Wychowania Rady Osiedla „Katedralna” w Łodzi przy współpracy Komisji Krajoznawczej Oddziału Łódzkiego PTTK im. Jana Czeraszkiewicza, a zatwierdzona przez Zarząd Główny PTTK. Odznaka ma siedem stopni: brązowy, srebrny, złoty, duży brązowy, duży srebrny, duży złoty i honorowy.
Zdobycie jednostopniowej Odznaki Turystyczno-Krajoznawczej im. Żwirki i Wigury, wymaga odwiedzenia również miejsc położonych na Litwie i w Czechach. Odznaka została ustanowiona w 2002 przez Oddział PTTK w Jastrzębiu Zdroju, w celu uczczenia 70. rocznicy tragicznej śmierci asów polskiego lotnictwa kapitana – Franciszka Żwirki i inżyniera Stanisława Wigury. Odznakę można zdobywać w czasie dowolnego rodzaju wycieczek, poprzez zwiedzanie miejsc związanych z życiem i działalnością patronów odznaki oraz z lotnictwem.
4 kwietnia 2005 Oddział Wolski PTTK im. gen. Józefa Sowińskiego w Warszawie ustanowił ogólnopolską Pielgrzymią Odznakę Krajoznawczą (POK) „Śladami Jana Pawła II”. Idea odznaki powstała wśród młodzieży Koła PTTK nr 24 „Młodzi Silni Weseli”, która – idąc za wezwaniami Ojca Świętego Jana Pawła II – pragnie propagować uniwersalne wartości chrześcijaństwa. Odznaka ma zachęcać do aktywnego spędzania wolnego czasu podczas wędrówek śladami Ojca Świętego, a także zapoznać z wielkim bogactwem kulturowym narodu polskiego oraz – poprzez treści w niej zawarte – wychowywać młode pokolenia. Regulamin odznaki został tak skonstruowany, aby umożliwić jej zdobywanie każdemu zainteresowanemu, niezależnie od przynależności organizacyjnej, poglądów politycznych, religijnych, możliwości fizycznych czy miejsca zamieszkania. Odznaka została ustanowiona w pięciu kategoriach i ma 8 stopni (popularna POK; Mała POK w stopniach: brązowym, srebrnym i złotym; Duża POK w stopniach: srebrnym i złotym oraz Wielka POK i POK „Za wytrwałość”).
20 marca 2006, Oddział Wolski PTTK w Warszawie ustanowił Odznakę Turystyczno-Krajoznawczą PTTK „Znam Parki Narodowe” (OTK ZPN). Celem odznaki jest zachęcenie społeczeństwa do uprawiania turystyki pieszej i rowerowej podczas zwiedzania polskich parków narodowych, poznawanie kraju ojczystego, jego historii, kultury i tradycji, współczesnego dorobku oraz piękna krajobrazu i przyrody. Odznakę zdobywa się, zwiedzając określoną w regulaminie liczbę parków narodowych i obiektów położonych na ich terenie (wraz z otuliną), uczestnicząc w indywidualnych wędrówkach oraz zbiorowych imprezach turystyczno-krajoznawczych. Wymagane do zwiedzenia miejsca i obiekty podzielono na 6 grup: parki narodowe, muzea przyrodnicze, obszary ochrony ścisłej, ścieżki dydaktyczne i przyrodnicze, pomniki przyrody oraz obiekty krajoznawcze (zabytki, pomniki, kapliczki, krzyże przydrożne, cmentarze, leśniczówki, jaskinie, schroniska i szczyty górskie, tereny bitew, miejsca pamięci narodowej, wystawy i punkty widokowe). Odznaka ma 4 stopnie: popularny, brązowy, srebrny i złoty, które można uzyskać jedynie w podanej kolejności.
20 sierpnia 2007, Oddział Wolski PTTK w Warszawie ustanowił Odznakę Krajoznawczą PTTK „Serce serc” – Śladami Bolesława Prusa. Odznaka została ustanowiona z okazji przypadającej w 2007 – 160. rocznicy urodzin Bolesława Prusa oraz 120. rocznicy wydrukowania w „Kurierze Codziennym” pierwszego odcinka Lalki. Celem odznaki jest popularyzacja wiedzy i miejsc związanych z życiem i działalnością Bolesława Prusa – wybitnego prozaika, nowelisty i publicysty okresu pozytywizmu, współtwórcy polskiego realizmu, kronikarza Warszawy, myśliciela i popularyzatora wiedzy, społecznika, a także propagatora turystyki pieszej i rowerowej oraz wielkiego przyjaciela dzieci. Odznaka ma 3 stopnie: brązowy, srebrny i złoty.
1 lipca 2008, Oddział Wolski PTTK w Warszawie ustanowił Odznakę Turystyczno-Krajoznawczą PTTK Polskie „Naj” (OTK PLN). Odznaka została ustanowiona w celu spopularyzowania walorów krajoznawczych, turystycznych i historycznych oraz współczesnego dorobku Polski, a także ocalenia od zapomnienia przynajmniej niektórych polskich „rekordzistów”. Podstawą przyznania odznaki jest zwiedzenie ustalonej dla danego stopnia odznaki liczby obiektów, wymienionych w „Kanonie Krajoznawczym” stanowiącym załącznik do regulaminu odznaki. Kanon Krajoznawczy zawiera wykaz 300 miejsc i obiektów na terenie Polski, które podzielono na 8 grup: najstarsze, największe, najmniejsze, najwyższe, najdłuższe, najgłębsze i najgłębiej położone, najwyżej położone oraz inne „Naj”. Odznaka ma osiem stopni w czterech kategoriach: Popularna PLN (bez stopni), Mała PLN (brązowa, srebrna i złota), Duża PLN (brązowa ze szmaragdem, srebrna z rubinem i złota z perłą) oraz Wielka Korona PLN z jantarem.
W 2008, z okazji 30. rocznicy wpisania pierwszych polskich obiektów na Listę Światowego Dziedzictwa Kulturalnego i Przyrodniczego UNESCO, Oddział Międzyuczelniany PTTK w Warszawie ustanowił Odznakę Krajoznawczą „Szlakiem Zabytków Światowego Dziedzictwa UNESCO w Polsce”. Celem odznaki jest popularyzacja turystyki i krajoznawstwa oraz systemu odznak PTTK, a w szczególności polskich obiektów wpisanych na listę UNESCO. Warunkiem zdobycia odznaki w danym stopniu jest zwiedzenie określonej liczby obiektów zamieszczonych w załączniku do regulaminu. Odznaka ma 5 stopni: popularny, brązowy, srebrny, złoty oraz duży.
Tak bogata w formie i treści różnorodność odznak daje wiele możliwości uatrakcyjnienia lekcji poza szkołą. To, co młodzi turyści zobaczą podczas zwiedzania, ułatwia utrwalenie i zapamiętanie wiedzy z różnych dziedzin, ponieważ większość ludzi ma lepszą pamięć wzrokową od innych rodzajów pamięci.
Przy ustanawianiu niektórych odznak PTTK współdziałało z innymi organizacjami, opracowując regulaminy i wizerunki odznak. Niekiedy były to wspólne inicjatywy, podjęte przez PTTK i inne organizacje. Przykładem takiego działania jest jednostopniowa Odznaka Krajoznawcza „Jan Kiepura – Chłopak z Sosnowca”, która powstała w 2010 z inicjatywy Regionalnego Stowarzyszenia Forum dla Zagłębia Dąbrowskiego i Oddziału PTTK im. Aleksandra Janowskiego w Sosnowcu, przy współpracy z Fundacją im. Jana Kiepury w Sosnowcu, Klubem im. Jana Kiepury w Sosnowcu oraz władzami samorządowymi miasta Sosnowca. Celem odznaki jest uczczenie pamięci o Janie Kiepurze, promocja jego twórczości oraz dziedzictwa kulturowego Zagłębia Dąbrowskiego i Sosnowca – rodzinnego miasta artysty. Odznakę można zdobywać na terenie Polski oraz poza granicami kraju. Warunkiem zdobycia odznaki jest odwiedzenie Sosnowca – obejrzenie i poznanie różnych miejsc oraz obiektów, nie tylko związanych bezpośrednio z życiem artysty, ale również innych, o szczególnej wartości krajoznawczej. Autorzy odznaki proponują też odwiedzenie innych miejscowości, m.in. Krynicy-Zdroju, Katowic i Złotego Potoku oraz Hotelu Bristol i grobowca artysty na Cmentarzu Powązkowskim w Warszawie, a także budynku Opery Wiedeńskiej.
W 2012 Polskie Towarzystwo Turystyczno-Krajoznawcze i portal Geocaching Polska ustanowiły Odznakę PTTK Geocaching Polska. Odznaka ma służyć upowszechnianiu geocachingu oraz popularyzacji walorów krajoznawczych i turystycznych Polski. Odznakę może zdobywać każdy użytkownik serwisu geocaching.pl bez względu na wiek i przynależność do PTTK. W celu zdobycia odznaki należy wykazać w sposób określony regulaminem, że na terenie Polski znalazło się i założyło odpowiednią liczbę skrytek oraz spełniło wymagania dodatkowe. Odznaka ma 4 stopnie: popularny, brązowy, srebrny i złoty.
Odznaki innych organizacji
Inne organizacje ustanowiły własne odznaki krajoznawcze i turystyczne, często wzorując się przy opracowywaniu regulaminów na systemie odznak PTTK. Przykładem może tu być Odznaka DogWay – Psi Turysta, ustanowiona w 2012 przez hodowlę AKI Line oraz klub DOG Line. Celem odznaki jest promowanie odpowiedzialnych zachowań wobec posiadanego psa, uwzględniających jego potrzeby oraz popularyzacja aktywnej turystyki pieszej z psem, a także zachęcenie do poznawania walorów krajoznawczych Polski. Odznaka została ustanowiona w dwóch kategoriach i ma 8 stopni (mała w stopniach: biały, żółty, zielony, niebieski i czerwony oraz duża w stopniach: brązowy, srebrny i złoty).
Komisja Caravaningu i Campingu Polskiego Związku Motorowego ustanowiła Odznakę Turysty Caravaningowego. Zdobywanie odznaki przez turystów caravaningowych ma sprzyjać poznawaniu historii i współczesności Polski, a także innych krajów. Celem odznaki jest poznanie zabytków i osobliwości przyrody, osiągnięć gospodarczych i kulturalnych oraz kształtowanie odpowiednich postaw w zakresie ochrony przyrody, przestrzegania zasad bezpieczeństwa ruchu drogowego, krzewienia kultury caravaningowej, motoryzacyjnej, turystycznej i wypoczynku. Odznaka ma 6 stopni: „Wilczek Caravany” (dla dzieci i młodzieży w wieku 7–16 lat), brązowa, srebrna, złota, złota z kompasem i złota z wawrzynem.
Stowarzyszenie „Z Biegiem Myśli” z Myśliborza – w ramach prowadzonego cyklu popularyzatorskiego „Pokochaj swoje miasto” – ustanowiło Odznakę „Tarcza Myślibora”. Odznaka ma 3 stopnie: brązowy, srebrny i złoty. Zakres wymagań na poszczególne stopnie jest zróżnicowany. Należy m.in. przejść miejski szlak turystyczny wraz z trasami dodatkowymi, wykazać się dobrą znajomością zabytków i szlaków turystycznych na terenie gminy Myślibórz, zapoznać się z ekspozycją w Muzeum Pojezierza Myśliborskiego, a na stopień złoty dodatkowo uczestniczyć w spływie rzeką Myślą i prelekcjach Stowarzyszenia.
W 1997, redakcja miesięcznika „Poznaj swój kraj” ustanowiła Odznakę „Korona Gór Polski”. Aby zdobyć jednostopniową odznakę należy zostać członkiem Klubu Zdobywców Korony Gór Polski. Celem Klubu jest popularyzacja turystyki górskiej, zasad jej uprawiania, a także krajoznawstwa terenów górskich – poznawania ich dziejów, tradycji, kultury i zabytków. Członkowie klubu, którzy zdobyli wszystkie szczyty wpisane do Korony Gór Polski otrzymują godność Zdobywcy Korony Gór Polski i stosowną odznakę. W grudniu 2012 na liście członków Klubu Zdobywców Korony Gór Polski znalazły się nazwiska 7900 osób, w tym 545 szczyci się już godnością Zdobywcy Korony Gór Polski.
W 2005, Towarzystwo Miłośników Ziemi Złotoryjskiej (TMZZ) ustanowiło Odznakę Jadwiżańską. Osoba ubiegająca się o odznakę zobowiązana jest przejść Ścieżkę Świętej Jadwigi (jedno- dwu- lub trzykrotnie w zależności od stopnia odznaki) lub wziąć udział w konkursie dotyczącym św. Jadwigi, zorganizowanym przez zdobywających odznakę albo TMZZ. Należy też zwiedzić określoną liczbę kościołów jej wezwania oraz miejscowości ze źródełkiem św. Jadwigi na terenie powiatu złotoryjskiego. Odznaka jest trzystopniowa: brązowa, srebrna i złota.
W 2009, redakcja miesięcznika „Poznaj swój kraj” ustanowiła Odznakę „Znawcy Polskich Pomników Historii”. Aby zdobyć odznakę należy zostać członkiem Klubu Znawców Polskich Pomników Historii, a następnie odbyć cykl wycieczek do miejsc pomnikowych sporządzając z nich dokumentację w postaci własnej kroniki z potwierdzeniami pobytu. Odznaka ma 4 stopnie: popularny, brązowy, srebrny i złoty, które zdobywa się po poznaniu odpowiednio – 10, 20, 30 i 40 pomników historii.
W sumie można obecnie (grudzień 2012) zdobywać blisko 600 odznak krajoznawczych ustanowionych przez Polskie Towarzystwo Turystyczno-Krajoznawcze i inne organizacje.
| Grupa           | PTTK | Inne | Ogółem |
| --------------- | ---- | ---- | ------ |
| Ogólnopolskie   | 261  | 5    | 266    |
| Makroregionalne | 36   | 5    | 41     |
| Regionalne      | 273  | 10   | 283    |
| Razem           | 570  | 20   | 590    |

#### Odznaki międzynarodowe
W systemie odznak PTTK istniały i nadal funkcjonują odznaki międzynarodowe. W 1976, Prezydium Zarządu Głównego PTTK, w celu zachęcenia polskich turystów wyjeżdżających za granicę do pełniejszego poznania państw socjalistycznych ustanowiło Odznakę Turystyczno-Krajoznawczą PTTK „Znam Kraje Przyjaciół”. Z inicjatywy PTTK zasady ustanowienia odznaki zostały przyjęte przez uczestników XIV Konferencji Organizacji Turystycznych Krajów Socjalistycznych i odznaka „Znam Kraje Przyjaciół” była sukcesywnie ustanawiana przez te organizacje dla turystów europejskich państw socjalistycznych w celu podkreślenia wychowującej internacjonalistycznej roli turystyki. Warunkiem zdobycia odznaki było uzyskanie odpowiedniej liczby punktów za zwiedzenie miast na terenie: Bułgarii, Czechosłowacji, Jugosławii, NRD, Rumunii, Węgier i ZSRR. Odznaka miała 3 stopnie: brązowy, srebrny i złoty.
W 1980, Zentrale Komission Touristik und Wandern Kulturbund der DDR z Niemieckiej Republiki Demokratycznej, Ceskoslovensky svaz telesne vychovy z Czechosłowackiej Republiki Socjalistycznej, Polskie Towarzystwo Turystyczno-Krajoznawcze z Polskiej Rzeczypospolitej Ludowej i Magyar Termeszetbarat Szovetseg z Węgierskiej Republiki Ludowej ustanowiły Odznakę Międzynarodowego Górskiego Szlaku Przyjaźni Eisenach – Budapeszt (EB). Odznaka miała 4 stopnie wyróżnione odpowiednim kolorem emalii: I (żółty), II (zielony), III (niebieski) i IV (czerwony). Warunkiem przyznania odznaki było przejście 300 km i zaliczenie minimum 10 punktów kontrolnych na odcinku szlaku przebiegającym przez jeden z krajów ustanawiających odznakę. Całość szlaku miała około 2715 km, a odznakę weryfikowały organizacje turystyczne ją ustanawiające.
W 2003, Lubuskie Porozumienie Oddziałów PTTK i Naturfreunde Brandenburgia z okazji wspólnie realizowanego projektu „Ziemia Lubuska – Krajobraz Roku 2003–2004” ustanowiło Międzynarodową Regionalną Odznakę Krajoznawczo-Turystyczną „Ziemia Lubuska – Lebuser Land”. Celem odznaki jest propagowanie krajoznawstwa i łagodnej turystyki umożliwiającej poznanie wartości przyrodniczych i kulturowych historycznej ziemi lubuskiej, po polskiej i niemieckiej stronie, podczas wycieczek pieszych, rowerowych i kajakowych. Odznaka jest jednostopniowa.
Celem Międzynarodowej Odznaki Turystycznej „Szlakami Świętego Jana Nepomucena”, ustanowionej w 2003, przez Oddział PTTK „Ziemi Wałbrzyskiej” w Wałbrzychu jest zachęcenie turystów krajowych i zagranicznych do uprawiania różnych form turystyki na terenie krajów, w których szczególnie był szerzony kult patrona Pragi – św. Jana z Nepomuk oraz nawiązanie wzajemnych kontaktów, znajomości i przyjaźni pomiędzy turystami krajów Europy Środkowej. Zdobywanie Odznaki polega na zwiedzaniu miejscowości i miejsc odosobnionych, gdzie znajdują się ogólnodostępne rzeźby, płaskorzeźby oraz obrazy św. Jana Nepomucena. Odznaka ma 4 stopnie: brązowy, srebrny, złoty i diamentowy.
W 2005, Oddział PTTK w Jastrzębiu Zdroju, wspólnie z Fundacją Partnerstwo dla Środowiska oraz Stowarzyszeniem Rozwoju i Współpracy Regionalnej „Olza”, ustanowił Odznakę Turystyczno-Krajoznawczą „Zielony Szlak Kraków – Morawy – Wiedeń”. Celem odznaki jest zachęcenie szerokich kręgów turystów do poznania historii, folkloru, zabytków oraz walorów krajoznawczych szlaku, jak też popularyzację turystyki rowerowej i pieszej jako formy czynnego wypoczynku. Odznaka ma dwa stopnie, które można zdobywać w dowolnej kolejności. Stopień zielony – zdobywa się, pokonując na rowerze całą trasę z Krakowa do Wiednia zgodnie z zielonym lub niebieskim Szlakiem Greenways, a stopień niebieski – poznając pieszo lub na rowerze trzy lokalne pętle tematyczne tego szlaku.
W 2008 ustanowiono Międzynarodową Odznakę Turystyczną Besky(i)dy, jako wspólną inicjatywę organizacji turystycznych ze Słowacji, Czech i Polski. Odznaka ma 4 stopnie. W każdym z trzech państw można zdobyć inną wersję odznaki oraz Złotą Odznakę, która jest identyczna dla wszystkich krajów. Odznakę może zdobyć każdy po zakupieniu Książeczki MOT BESKY(I)DY, bez względu na obywatelstwo, wiek, członkostwo w organizacji turystycznej. „Książeczkę” można kupić na każdym stanowisku kontrolnym (po 8 stanowisk wymienionych w regulaminie odznaki na terenie Słowacji, Polski i Czech). W celu zdobycia Odznaki Polskiej, Czeskiej i Słowackiej należy zaliczyć 6 z 8. punktów weryfikacyjnych na terenie każdego kraju. Aby otrzymać Złotą Odznakę należy bezwzględnie zaliczyć wszystkie 24 punkty.
W 2009, PTTK Oddział Opole ustanowił Międzynarodową Odznakę Krajoznawczą „Śladami świętego Jacka”. Odznakę można zdobywać po ukończeniu 7. roku życia na terenie całej Europy. Zdobywanie odznaki polega na zwiedzaniu kościołów dominikańskich i podominikańskich, kościołów i kaplic pod wezwaniem św. Jacka Odrowąża w miejscowościach i miejscach odosobnionych, gdzie znajdują się ogólnodostępne posągi, rzeźby lub popiersia, płaskorzeźby, freski, witraże, obrazy, przenośne posążki św. Jacka itp. Odznaka ma 3 stopnie: brązowy, srebrny i złoty. Dodatkowym warunkiem zdobycia odznaki w poszczególnych stopniach jest zwiedzenie: sanktuarium św. Jacka w Kamieniu Śląskim – miejscu narodzin Jacka Odrowąża (na stopień brązowy), bazyliki Świętej Trójcy w Krakowie z grobem św. Jacka (na stopień srebrny) oraz panteonu świętych na kolumnadzie Berniniego wokół placu Świętego Piotra w Rzymie (na stopień złoty).
W 2019 roku Centralny Ośrodek Turystyki Górskiej w Krakowie oraz Klub Slovenských Turistov ustanawili regionalną odznakę turystyczną: Polsko-Słowacka Odznaka Turystyczna Góry bez granic – Hory bez hraníc, zwaną w skrócie PSOT. Odznaka posiada trzy stopnie: brązowy, srebrny i złoty. Celem jej otrzymania należy zdobyć daną liczbę punktów wg punktacji GOT PTTK za chodzenie po górach na szlakach polskich i słowackich.

#### Odznaki jubileuszowe i okolicznościowe
W systemie odznak PTTK, stworzono wiele odznak jubileuszowych i okolicznościowych, upamiętniających postacie i wydarzenia historyczne. Odznaki jubileuszowe i okolicznościowe mogą zazwyczaj zdobywać wszyscy zainteresowani, niezależnie od uprawianej dyscypliny turystyki. Zdobywanie odznak tego typu jest też ograniczone czasowo.
Z okazji pięćsetnej rocznicy urodzin Mikołaja Kopernika, Zarząd Główny PTTK ustanowił w 1972 Krajoznawczą Odznakę „Szlakami Kopernika”. Celem ustanowienia odznaki było zachęcenie społeczeństwa, a szczególnie młodzieży, do poznania miejscowości związanych z życiem i działalnością wybitnego astronoma. Odznaka została ustanowiona w trzech kategoriach: popularnej, kwalifikowanej i zbiorowej (w formie proporca), a zdobywanie jej ograniczono do lat 1972–1975.
W 1988, Wojewódzka Komisja Turystyki Pieszej PTTK w Krakowie, dla uczczenia 70. rocznicy odzyskania przez Polskę suwerennego bytu państwowego ustanowiła Odznakę Pieszą „70 lat Niepodległości”. Odznaka była przyznawana od 1 lipca 1988 do 31 sierpnia 1989.
W 70. rocznicę Bitwy Warszawskiej, Komisja Turystyki Pieszej i Kolarskiej Oddziału PTTK Warszawa Praga-Południe im. Zygmunta Glogera ustanowiły w 1990 Odznakę „Bitwa Warszawska 1920”. Jednostopniowa odznaka była przyznawana w latach 1990–1991.
W 1992, w związku z przypadającą w 1997 200. rocznicą powstania „Mazurka Dąbrowskiego”, Komisja Turystyki Pieszej Zarządu Głównego PTTK ustanowiła Okolicznościową Odznakę Turystyczną „Szlakiem Mazurka Dąbrowskiego”. Jednostopniową odznakę można było zdobywać w latach 1992–1997, na obszarze Rzeczypospolitej Polskiej oraz na terenach historycznie z nią związanych. Warunkiem zdobycia odznaki było odbycie siedmiu wycieczek połączonych ze zwiedzaniem dowolnie wybranych obiektów związanych z postaciami szczególnie zasłużonymi dla sprawy narodowej, walczących z bronią w ręku, wybitnych twórców kultury, sztuki, nauki i gospodarki kraju. W tym samym roku, z okazji 50. rocznicy powołania Armii Krajowej, Komisja Turystyki Pieszej Zarządu Głównego PTTK, ustanowiła okolicznościową Odznakę Turystyczną „Szlakami Walk Armii Krajowej”. Celem odznaki było upamiętnienie walk i wszelkich form działalności konspiracyjnej Armii Krajowej oraz jej bezpośrednich poprzedniczek – Służby Zwycięstwu Polski i Związku Walki Zbrojnej. Odznaka była dwustopniowa (brązowa i srebrna) i można ją było zdobywać w latach 1992–1993.
W 1993, Komisja Turystyki Pieszej Zarządu Głównego PTTK, w związku z przypadającą w 1994 dwusetną rocznicą insurekcji kościuszkowskiej, ustanowiła Okolicznościową Odznakę Turystyczno-Krajoznawczą „Szlakami Insurekcji Kościuszkowskiej”. Celem Odznaki było upamiętnienie postaci i miejsc związanych z tym ważnym w dziejach narodu wydarzeniem historycznym. Jednostopniową odznakę można było zdobywać od maja 1993 do końca 1994.
W 1994, Komisja Turystyki Pieszej ZG PTTK w związku z przypadającą 50. rocznicą wielkiej operacji Armii Krajowej znanej pod kryptonimem „Burza”, ustanowiła jednostopniową okolicznościową odznakę turystyczną. Celem odznaki było upamiętnienie walk stoczonych przez żołnierzy AK na olbrzymim obszarze. Odznakę można było zdobywać od stycznia 1994 do maja 1995.
W 1997, z okazji 100. rocznicy urodzin majora Henryka Dobrzańskiego „Hubala” – dowódcy Oddziału Wydzielonego Wojska Polskiego, ostatniego oddziału wojskowego II Rzeczypospolitej, Oddział Miejski PTTK w Radomiu ustanowił okolicznościową odznakę turystyczną. Odznaka miała trzy stopnie: brązowy, srebrny i złoty, można było ją zdobywać na obszarze II i III RP wyłącznie w 1997. Odznakę weryfikowała Kapituła Odznaki działająca przy Klubie „ADEPT” w Radomiu.
W 2003, Oddział PTTK w Siemianowicach Śląskich ustanowił Okolicznościową Odznakę Turystyczną „Rocznica urodzin Piotra Kołodzieja i Wojciecha Korfantego”. Celem odznaki było uczczenie rocznic urodzin znanych siemianowiczan: Piotra Kołodzieja – dramaturga ludowego i Wojciecha Korfantego – polityka. Jednostopniową odznakę można było zdobywać w okresie od 1 marca 2003 r. do 30 czerwca 2004 r. na terenie całego kraju.
W związku z przypadającą w 2006 setną rocznicą założenia we Lwowie przez dr Mieczysława Orłowicza Akademickiego Klubu Turystycznego i powstania zorganizowanej turystyki akademickiej w Polsce Oddział Międzyuczelniany PTTK w Warszawie ustanowił Okolicznościową Odznakę „Stulecia Turystyki Akademickiej”. Celem odznaki była popularyzacja wszelkich form turystyki i krajoznawstwa oraz systemu odznak PTTK.
W 2005 XVI Walny Zjazd PTTK podjął uchwałę ogłaszającą rok 2007 „Rokiem Szlaków Turystycznych PTTK”. Z tej okazji Oddział „Świętokrzyski” PTTK w Kielcach ustanowił okolicznościową odznakę upamiętniającą jubileusz. Okolicznościową Odznakę „Rok Szlaków Turystycznych PTTK” można było zdobywać w okresie od 1 stycznia do 31 grudnia 2007.
W 2008, jako wspólna inicjatywa Komisji Turystyki Pieszej ZG PTTK i Oddziału PTTK w Szamotułach, została ustanowiona Odznaka Turystyczna „PTTK w 90 rocznicę niepodległości 1918–2008”. Celem odznaki było przypomnienie miejsc, postaci i wydarzeń związanych z walkami o niepodległą Polskę. Odznakę można było zdobywać w okresie od 1 września 2008 do 11 listopada 2009.
W 2010, Stołeczny Oddział Wojskowy PTTK im. gen. Mariusza Zaruskiego w Warszawie, z okazji przypadającej 600. rocznicy zwycięstwa oręża polskiego pod Grunwaldem, ustanowił Odznakę Jubileuszową „Sześćsetlecie Bitwy pod Grunwaldem”. Celem odznaki było propagowanie patriotyzmu i historii Polski oraz popularyzacja wszelkich form turystyki i krajoznawstwa, w tym systemu odznak PTTK, a także uczczenie sześćsetnej rocznicy stoczenia bitwy pod Grunwaldem. Jednostopniową odznakę można było zdobywać w okresie od 1 stycznia do 31 grudnia 2010.

#### Odznaki dla dzieci i młodzieży
W systemie odznak PTTK funkcjonuje wiele odznak skierowanych do dzieci i młodzieży oraz całych rodzin. Rada Programowa do spraw Młodzieży Szkolnej Zarządu Głównego PTTK zachęca na swojej stronie do zapoznania się z regulaminami tych odznak, m.in. Dziecięcej Odznaki Turystycznej PTTK (DOT PTTK), Odznaki Turystyki Pieszej „Siedmiomilowe Buty”, Młodzieżowej Odznaki „Turysta Motorowy”, Dziecięcej Odznaki Narciarskiej, Narciarskiej Odznaki Młodzieżowej, Dziecięcej Odznaki Kajakowej „Kiełbik”, Rodzinnej Odznaki Turystycznej „Mama, tata, rower i ja”, Odznaki „Turystka Juniorka”, Odznaki „Turysta Junior”, Odznaki „Turystyczna Rodzinka” oraz Młodzieżowej Odznaki Krajoznawczej i Odznaki „Mały Powstaniec”.
Wiosną 2012 ruszyła wielka akcja The Walt Disney Company – „Miki i Donald: Na rowerze dookoła świata”, w której dzieci z całej Polski mogły pochwalić się relacjami z rodzinnych wycieczek rowerowych i powalczyć o wspaniałe nagrody. Równocześnie z konkursem rowerowym Disney i PTTK rozpoczęli współpracę przy opracowaniu nowej odznaki turystycznej dla wszystkich młodych miłośników wędrowania. Efektem tej współpracy było wspólne ustanowienie Odznaki Turystycznej Disney i PTTK. Aby zdobyć bezpłatną odznakę należało udokumentować w specjalnej „książeczce” odbycie czterech wycieczek. Odznaka Turystyczna Disney i PTTK ma dwa stopnie: Odznaka Turystyczna Mikiego i Odznaka Turystyczna Donalda.

### Odznaki kadry PTTK
Odznaki, będąc miernikiem kwalifikacji turystycznych i krajoznawczych w wybranych dziedzinach, sprzyjają również samodoskonaleniu się. Posiadacze wyższych stopni odznak, podczas uzupełniania wymagań regulaminowych, nierzadko stają się fachowcami w danej dziedzinie, a także liderami wycieczkowania. Posiadanie odpowiednich odznak daje też formalne podstawy do uzyskania uprawnień przodownickich i instruktorskich.
Obok odznak organizacyjnych, turystycznych, krajoznawczych i regionalnych istnieją odznaki kadry PTTK. Do kadry zaliczani są ci członkowie PTTK, którzy z wyboru lub powołania pełnią funkcję we władzach Towarzystwa, uzyskali określone uprawnienia organizacyjne lub są członkami służb turystycznych. Kadrę stanowią więc członkowie władz i komisji naczelnych, oddziałowych, międzyoddziałowych oraz kół i klubów (kadra funkcyjna), organizatorzy turystyki, przodownicy turystyki kwalifikowanej, opiekunowie zabytków i przyrody oraz instruktorzy (kadra programowa), przewodnicy, ratownicy i znakarze (kadra służb).
Większość odznak dotyczy kadry programowej i kadry służb, kadra funkcyjna odznak nie posiada. Odznaki nadaje się członkom kadry wraz z legitymacjami po uzyskaniu przez nich uprawnień, co zwykle następuje po ukończeniu kursu i zdaniu egzaminu.
„System kształcenia w PTTK” ma zapewnić warunki do osiągnięcia stałego podnoszenia poziomu wiedzy członków i kadry Towarzystwa i wynikającemu z tego wzrostowi liczebności kadry. Służy temu celowi popularyzacja samokształcenia, stosowanie atrakcyjnych metod szkolenia, stałe wzbogacanie programów o nowe elementy wiedzy krajoznawczej, organizatorskiej itp.
System organizacyjny PTTK oraz zasady kształcenia stanowią treść Uchwały nr 66/XIII/94 Zarządu Głównego PTTK z 10 grudnia 1994. Szczegółowe kryteria jakim powinien odpowiadać kandydat na organizatora, przodownika lub instruktora oraz tematyka kształcenia, określone są przez poszczególne komisje Zarządu Głównego PTTK. W zależności od rodzaju środowiska lub dyscypliny turystycznej, w której członek kadry będzie działał, wymagania są zróżnicowane.
System odznak i system kształcenia w PTTK są ze sobą ściśle powiązane. Udział w szkoleniu jest bowiem uwarunkowany uprzednim zdobyciem odpowiedniej odznaki w określonym stopniu. Kryteria zdobywania odznak muszą być i są korelowane z kryteriami warunkującymi przyjęcie kandydatów na szkolenia.

### Odznaki klubowe
Oprócz odznak turystyki kwalifikowanej i odznak krajoznawczych istnieją też w PTTK tzw. odznaki klubowe. Wśród nich są odznaki przeznaczone tylko dla członków danego klubu lub takie, do zdobycia których wystarczy uczestniczyć w imprezach organizowanych przez klub ustanawiający odznakę.
Odznaka klubowa KTP „Bąbelki” i jej uzupełnienie – Specjalna Odznaka Sprawnościowa KTP „Bąbelki” – mająca 3 stopnie: brązowa, srebrna, złota, przeznaczona jest tylko dla członków Klubu Turystyki Pieszej „Bąbelki” z Gdańska. Zdobycie tej odznaki ma świadczyć o stopniu osobistego zaangażowania się danego członka Klubu w działalność turystyczno-krajoznawczą.
Turyści, którzy przeszli całą „Wyrypę” organizowaną przez KTP „Bąbelki” mogą zdobyć Odznakę Marszu Długodystansowego Żółtym Szlakiem Trójmiejskim „Wyrypa”. Kolorystyka odznaki zależna jest od kierunku marszu. Dla tych, którzy przejechali całą trasę rowerową podczas „Wielkiej Wyrypy Bąbli” przeznaczona jest Odznaka „Rowerypa”.
„Odznakę Człapoków” z Cieszyna – mającą 4 stopnie: zielony, biały, czerwony i biało-czerwony (posiadacz tej odznaki jest „Zasłużonym Człapokiem”) może zdobyć każdy turysta, który jeździ na wycieczki z „Człapokami”. Celem odznaki jest popularyzacja turystyki górskiej, jak również nizinnej, podczas wycieczek organizowanych przez „Człapoków”.
Odznakę Wycieczek Niedzielnych KTP „Nasza Chata” z Gorzowa Wielkopolskiego – mającą 9 stopni: brązowa, srebrna, złota, czerwona, zielona, granatowa, żółta, niebieska, czarna może zdobywać każdy, kto odbył wycieczki z KTP „Nasza Chata”. Odznaka ta ma na celu zachęcenie mieszkańców ziemi lubuskiej do uprawiania turystyki pieszej, jak również poznawania kultury, historii, piękna krajobrazu i przyrody całej Polski.
Odznaka Honorowa SKKT Dreptaki „Za Zasługi” – to odznaka przyznawana przez Kapitułę złożoną z dzieci i dorosłych członkom Klubu, uczestnikom działań Klubu wyjątkowo zaangażowanym w działalność popularyzatorską związaną z turystyką i krajoznawstwem oraz osobom zaangażowanym w działalność na rzecz dzieci i młodzieży.
Osobną grupę stanowią okolicznościowe odznaki klubowe ustanowione dla upamiętnienia powstania i działalności klubu. Przykładem takiej odznaki jest Okolicznościowa Odznaka Turystyczna XXV lat InO z HKT „Trep” PTTK, której celem jest uczczenie 25. lat imprez na orientację organizowanych przez Harcerski Klub Turystyczny „Trep” PTTK z Oddziału PTTK Warszawa Praga-Południe, czy też Okolicznościowa Odznaka Turystyczna V lat KInO „Inochodziec” ustanowiona przez Zarząd KInO „Inochodziec” z Lublina celem uczczenia pięciolecia działalności Klubu.

## Zdobywcy odznak
| Lata      | GOT       | OTP     | KOT     | OK     | ROK     | Ogółem    |
| --------- | --------- | ------- | ------- | ------ | ------- | --------- |
| 1951–1960 | 173 628   | 26 952  | 9676    | –      | –       | 244 735   |
| 1961–1970 | 167 362   | 119 551 | 16 712  | –      | –       | 604 669   |
| 1971–1980 | 369 926   | 312 705 | 41 285  | 5393   | 26 380  | 1 069 313 |
| 1981–1990 | 445 008   | 222 950 | 25 560  | 16 826 | 125 560 | 1 121 913 |
| 1991–2000 | 154 932   | 75 863  | 10 988  | 11 514 | 52 273  | 389 034   |
| Razem     | 1 310 856 | 758 021 | 104 221 | 33 733 | 204 213 | 3 429 644 |

Wymienione w tabeli: Górska Odznaka Turystyczna (GOT), Odznaka Turystyki Pieszej (OTP), Kolarska Odznaka Turystyczna (KOT) oraz Odznaka Krajoznawcza (OK) i regionalne odznaki krajoznawcze (ROK) stanowiły łącznie 70% wszystkich odznak, w tym dwie najbardziej popularne GOT i OTP odpowiednio 38,5% i 22,3% wszystkich odznak.
Trudno stwierdzić dlaczego Górska Odznaka Turystyczna zdobywana była najczęściej. Wędrówka po górach nie jest ani łatwiejsza, ani ze względu na ich geograficzne położenie powszechnie dostępna. Próbę odpowiedzi na to pytanie spróbował znaleźć Janusz Zdebski, który w swojej publikacji Społeczno-wychowawcza i zdrowotna rola turystyki górskiej PTTK stwierdził:

Dzięki turystyce górskiej, człowiek może zaspokajać swe potrzeby kontaktu emocjonalnego. Góry jako wspólny przedmiot adoracji, zainteresowań, zbliżają i łączą ludzi, tworzą podstawy uczuć sympatii i przyjaźni. Poprzez góry, dzięki nim, trafiamy do drugiego człowieka, zyskujemy jego akceptację i sami go akceptujemy.

Przez 50 lat istnienia PTTK zdobyto ponad 1 300 000 GOT.